# Марк Тушнет

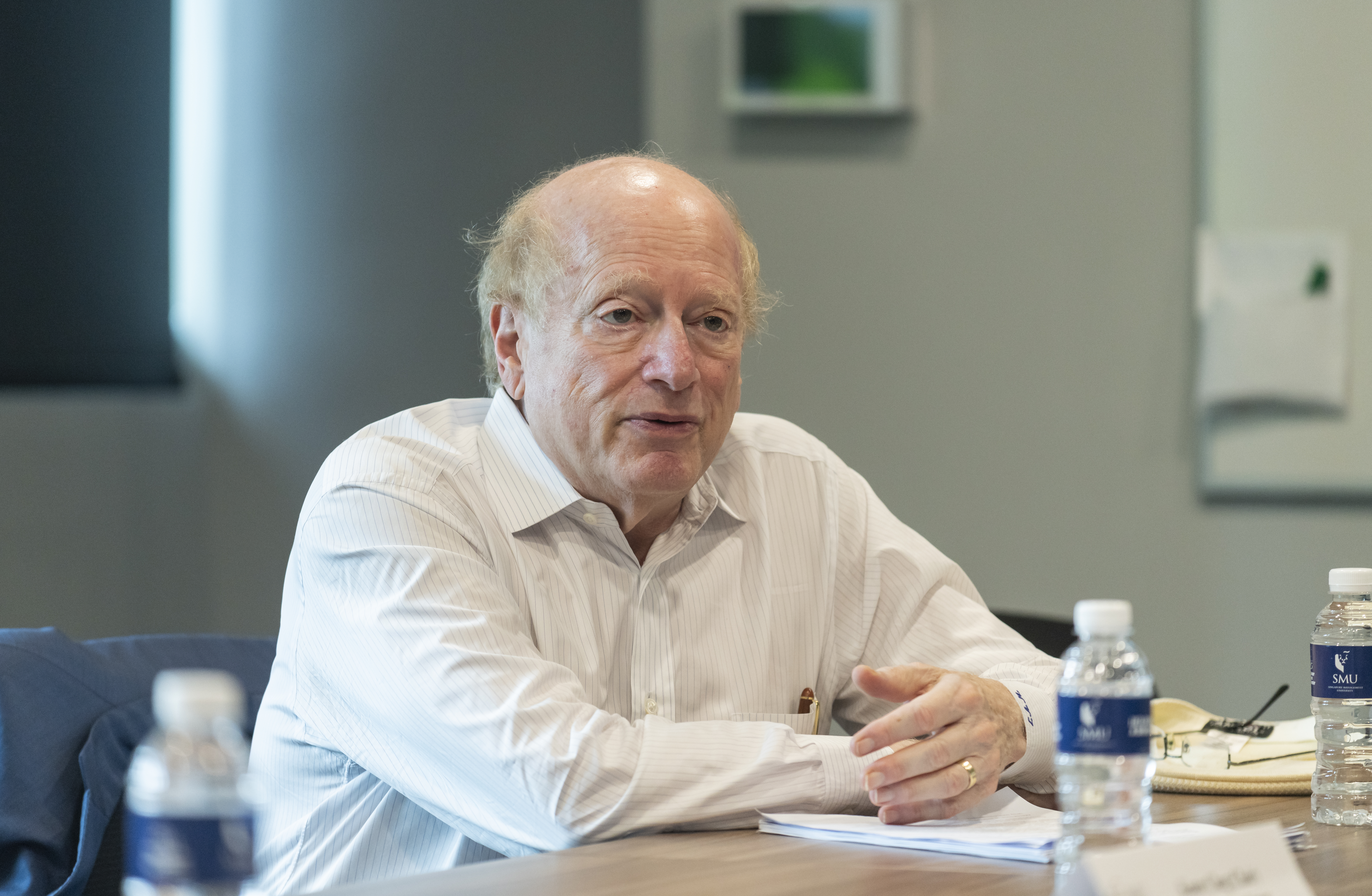
Тушнет, виступ в Сінгапурському університеті управління в 2018 році

Марк Віктор Тушнет (нар. 18 листопада 1945 р.) — американський правник, спеціалізується на конституційному праві та теорії, включаючи порівняльне конституційне право, і в даний час є професором права Університету Вільяма Нельсона Кромвеля в Гарвардській юридичній школі. Тушнет ототожнюється з критичним рухом юридичних досліджень, він є головним прибічником ідеї, що судовий контроль повинен бути суворо обмежений і що Конституція повинна бути повернута «людям».
У 2020 році Тушнет планує видати свою нову книгу, що розширює його попередні роботи про надмірне охоплення судових органів, стосовно процесу судового перегляду, який він спочатку обговорював у своїй книзі 1999 року.

## Кар'єра
У 1967 році Тушнет отримав ступінь в Гарвардському коледжі. Пізніше він отримав ступінь магістра історії з Єльського університету, а ступінь доктора філософії — в Єльському юридичному факультеті. Тушнет був викладачем Університету Вісконсін — Медісон і багато років викладав у Юридичному центрі Університету Джорджтауна. Тушнет служив юрисконсультом Верховного Суду Тургуда Маршалла у період з 1972 по 1973 рік. На слуханнях конгресу 1996 року щодо вето президента Білла Клінтона на Закон про заборону абортів з частковим народженням Тушнет засвідчив свою причетність до справи Роу проти Уейда, яка у 1973 р. порушила закони штату про заборону абортів. Під час допиту стверджувалося, що меморандум, написаний Тушнетом Маршаллу, мав значний вплив на результат справи. Зовсім недавно він прокоментував повноваження президента помилувати себе, склад Суду та відставку судді Ентоні Кеннеді.
Його також широко цитують у пресі як експерта з питань першої поправки щодо права на свободу слова та обсягу президентських повноважень. У 2016 році Тушнет потрапив до десятки найбільш цитованих професорів права. Він є однією з найбільш суперечливих фігур в конституційній теорії, його ототожнюють з рухом «критичних юридичних досліджень», і колись він заявив у статті, що, якщо його попросять вирішити фактичні справи як суддя, він буде прагнути досягти результатів, які «просунуть причина соціалізму».
Тушнет є головним прибічником ідеї, що судовий контроль повинен бути суворо обмежений і що Конституція повинна бути повернута «людям». Тушнет, разом із професором Гарвардського права Вікі Джексон, є співавтороми книги під назвою «Порівняльне Конституційне право (Фондова преса, 2-е видання 2006 р.)». У 2020 році Тушнет планує видати свою нову книгу, що розширює його попередні роботи про судовий розмах щодо процесу судового контролю, який він спочатку обговорював у своїй книзі 1999 року.

## Особисте життя
Тушнет єврей. Його дружина Елізабет є унітаристкою і раніше керувала Національним проектом Американського союзу громадянських свобод. Зараз вона у неї приватна практика. Їхня дочка Ребекка Тушнет також є професором права в Гарвардській юридичній школі. Інша їх дочка Єва — авторка та блогерка.